# Gymkhana (moto)
Le gymkhana est un sport de moto contre-la-montre dans lequel les coureurs rivalisent pour manœuvrer dans les plus brefs délais à travers un parcours délimité par des cônes de signalisation ou d'autres obstacles. Il est particulièrement populaire au Japon.
La version américaine du gymkhana met l'accent sur le développement de l'habileté en se concentrant sur la direction et le freinage, et met moins l'accent sur la course et la nature compétitive des épreuves chronométrées.

## Caractéristiques de la pratique

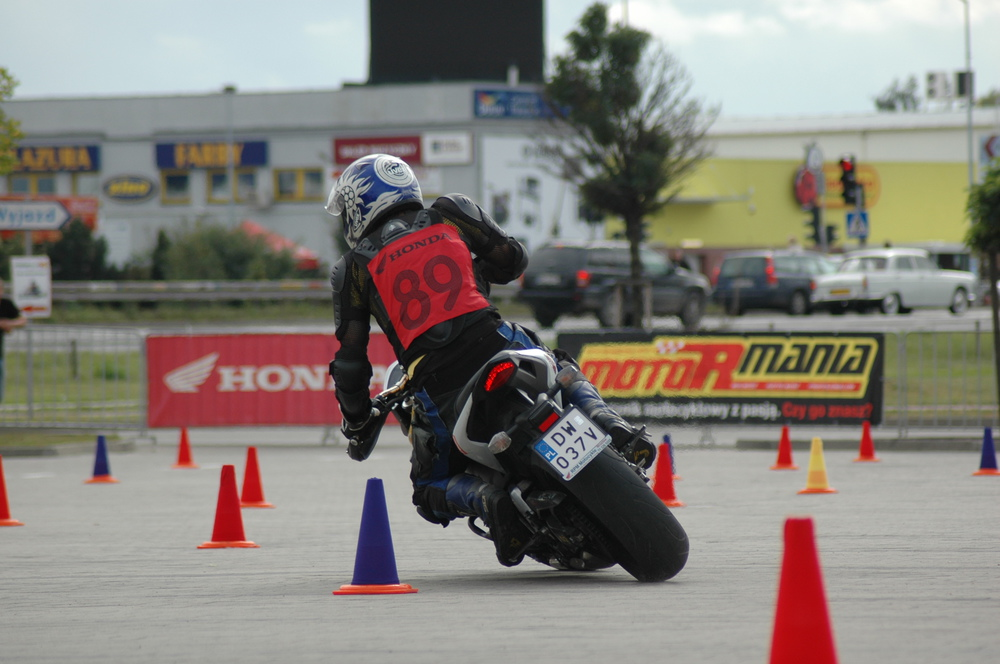
Participant au gymkhana

Le gymkhana est relativement facile d'accès, car les coureurs ont besoin de peu d'équipement et sans licence spéciale pour participer. Les événements ont généralement lieu sur des terrains clos tels que les pistes d'écoles de conduite, les parcs de stationnement, les petits circuits. La disposition du parcours est conçue par l'organisateur et est différente pour chaque événement.

### Détails des parcours

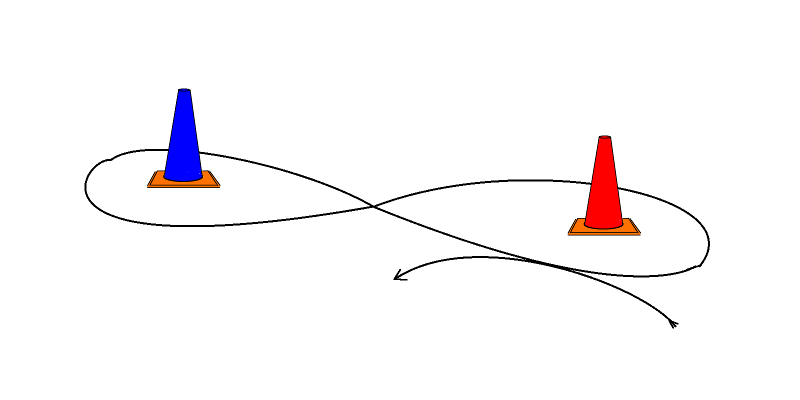
Exemple de slalom balisé.

Il y a différentes sections distinctes, telles que le slalom, le huit, les cercles, les lignes à traverser et les virages à 180°. Les cônes placés sur les parcours ont habituellement une hauteur de 45 cm ou moins, mais ils peuvent parfois atteindre 70 cm. De plus, un code couleur est mis en place afin d’aider à suivre le parcours :
- rouge, on tourne à droite ;
- bleu, on tourne à gauche ;
- rouge cerclé de jaune, on tourne à droite en faisant au moins 360° ;
- bleu cerclé de jaune, on tourne à gauche en faisant au moins 360° ;
- les cônes jaunes sont des portes.

### Aspects mécaniques
Les coureurs n'utilisent généralement que la première et la deuxième vitesse, en raison des virages serrés du parcours; la plage de vitesse est donc généralement faible ou modérée. Il y a une forte probabilité de chute en raison de l'instabilité des motos à basse vitesse, mais les blessures et les dommages aux motos sont rares. En raison de la disposition serrée du gymkhana, les motos légères ont souvent un avantage. Cependant, les parcours peuvent inclure de longues sections droites en plus des virages serrés, de sorte que différentes tailles et styles de machines sont des prétendants potentiels.

### Technique
Le gymkhana en moto nécessite de la technique basée sur les connaissances des lois physiques régissant l'équilibre, les techniques d'accélération, de freinage, de maniabilité et de transfert de poids, mais aussi comment régler la machine pour maximiser les performances.
La stabilité est assurée par l'action conjuguée de la chasse (la géométrie de direction) et l'effet gyroscopique des roues qui s'oppose à l'inclinaison de la moto.

## Pratique en compétition

### Déroulement d'une session
Il y a trois parties distinctes lors d'une compétition. La première est l'échauffement pour permettre aux pilotes de se préparer physiquement et de réchauffer les pneus avant une course chronométrée. La seconde partie est un parcours d'échauffement en huit près du point de départ, pour des parcours serrés autour des cônes. La dernière partie concernent les courses chronométrées.
La chute, la pose d'un pied au sol ou le renversement d'un cône est sanctionné par une pénalité de temps. Poser un pied ou toucher un cône pénalise d’une seconde, ou trois secondes s’il s’agit d’un des cônes d’arrivée.

## Exigences pour les machines
Les motos utilisées doivent être homologuées pour la route. Les règlements ne limitent ni la cylindrée du moteur, ni le style d'engin. Les pneus de course tels que les slicks « secs » et les slicks Supermotard ne sont pas autorisés. Le bruit d'échappement est limité à 100 dB. Il ne doit pas y avoir d'arêtes vives à l'extrémité du guidon, des leviers, des pédales ou de toute autre saillie.
Les engins peuvent être personnalisés librement si les conditions ci-dessus sont remplies. Par exemple, de nombreux participants placent le guidon en position haute pour un meilleur contrôle, changent les pignons avant et/ou arrière pour améliorer l'accélération, changent le système d'échappement et éliminent les carénages pour réduire le poids.

### Équipements
Les participants sont généralement tenus de porter un casque de moto de course de type intégral. Les casques ouverts et les demi-casques ne sont pas recommandés. Les gants et les protège-coudes sont obligatoires, et les protections pour les épaules, la poitrine et le dos sont recommandées. D'autres choix pour la protection sont une veste en cuir ou une combinaison en cuir avec des protections intégrées.

## Associations
JAGE est une association au Japon qui organise des événements officiels de gymkhana. En mars 2011, l'Association Moto Gymkhana a été créée au Royaume-Uni avec le soutien et le consentement de l'organisation JAGE. Ses objectifs principaux sont de lancer Moto Gymkhana au Royaume-Uni et de promouvoir le sport auprès du reste du monde.
Dans le même temps, Honda en Pologne a lancé une série de concours Moto Gymkhana pour promouvoir leurs motos. Cette série utilise différentes règles de chronométrage et de classement des compétitions JAGE. La formation de l'American Motorcycle Gymkhana Riders a eu lieu en 2011, à Birmingham, en Alabama. Le premier événement a eu lieu en juin et le sport s'est développé aux États-Unis depuis.
L'association Moto Gymkhana d'Amérique du Nord a été créée à Toronto, Ontario, Canada, en 2012, toujours avec le consentement de l'organisation JAGE. Leur premier événement, « Rock the Red », a eu lieu le 15 juillet 2012 au siège de Honda au Canada.
Le club Moto Gymkhana d'Australie (MGCA) a été formé en 2016 lors de son affiliation avec l'association Moto Gymkhana au Royaume-Uni. La MGCA est une division de l'Association Australienne des Motocyclistes (AMA).

## Classification
- Classe A : les coureurs qui ont enregistré moins de 105 % du temps le plus rapide dans une « épreuve officielle » ont acquis suffisamment de points de classement de série et ont été approuvés pour la catégorie A par un organisateur.
- Classe B : coureurs ayant enregistré moins de 105 % du temps le plus rapide lors d'un « événement officiel ».
- Classe C1 : les coureurs qui ont enregistré moins de 110 % du temps le plus rapide dans un « événement officiel ».
- Classe C2 : Les coureurs qui ont enregistré moins de 115 % du temps le plus rapide dans un « événement officiel ».

### Classes novices
- Classe NO : les hommes qui n'ont pas enregistré moins de 115 % du temps le plus rapide dans un « événement officiel » et les débutants avec des motos « personnalisées ».
- Classe NN : les hommes qui n'ont pas enregistré moins de 115 % du temps le plus rapide dans un « événement officiel » et les débutants avec des motos « non personnalisées ».
- Classe NL : les femmes qui n'ont pas enregistré moins de 115 % du temps le plus rapide dans un « événement officiel » et les débutantes.
- Classe SB : elle s'applique uniquement aux motos qui ont une cylindrée de plus de 700 cm3.

### Mouvement entre les classes
- Un coureur qui a été autorisé en tant que membre d'une classe ne sera jamais relégué dans cette classe.
- Un coureur qui a été promu en B/C1/C2 peut participer à la nouvelle classe à partir du prochain événement.
- Un coureur qui a été promu en classe A peut concourir en tant que coureur de classe A dès le premier événement de l'année prochaine, car une classe est organisée chaque année.